# Audi Le Mans Quattro
Audi Le Mans Quattro este un prototip creat de către Audi pentru a fi prezentat la Frankfurt Motor Show în anul 2003, ca urmare a succeselor firmei Audi la de la cursa de anduranță de 24 de ore de la Le Mans din ani 2000, 2001 și 2002.

## Vezi și
- Audi
- Audi A4
- Audi A6